# Hembury
Hembury è un recinto lastricato neolitico vicino a Honiton nel Devon risalente al tardo V e IV millennio a.C. e fino ad oltre l'invasione romana. Il forte è situato su un promontorio al Nord della valle del fiume Otter sulla quale domina, a circa 178 metri sopra il livello el mare.
Il suo nome fu dato a qualcuna delle più antiche ceramiche neolitiche nella Britannia meridionale. Un hill fort dell'età del ferro venne successivamente costruita sullo stesso sito. Qui è stata trovata la prova archeologica dell'occupazione militare romana, che fa pensare a una fortezza dentro il precedente sito dell'età del ferro.
Venne scavato tra il 1930 e il 1935 da Dorothy Liddell. L'archeologa identificò un'entrata con struttura in legno nel recinto lastricato e una disposizione ovale di posthole nel mezzo, che lei interpretò come un edificio distrutto dal fuoco, prima che la fortificazione del recinto fosse terminata.
Le ceramiche di Hembury erano generalmente ciotole a fondo rotondo aventi per manici dei lug; molta parte di essa venne fatta nell'estremo occidente, intorno a The Lizard e commerciata per tutte le isole britanniche.
Venne scavato tra il 1980 e il 1983 da Malcolm Todd.